# فرودگاه صحرایی گرانسدن لاج
فرودگاه صحرایی گرانسدن لاج (به انگلیسی: Gransden Lodge Airfield) یک فرودگاه است . این فرودگاه در کشور انگلستان قرار دارد و در ارتفاع ۷۰ متری از سطح دریا واقع شده‌است.